# Liechtenstein ved OL
Liechtenstein deltog første gang i olympiske lege under Vinter-OL 1936 i Garmisch-Partenkirchen, og har siden deltaget i samtlige efterfølgende vinterlege undtaget under Vinter-OL 1952 i Oslo. De deltog første gang i sommerlege under Sommer-OL 1936 i Berlin, og har med undtaget for Sommer-OL 1956 i Melbourne og Sommer-OL 1980 i Moskva deltaget i alle sommerlege siden. Liechtenstein er den eneste nationen som har vundet alle sine olympiske medaljer under vinterlege.

## Medaljeoversigt
| Liechtensteins medaljer under de olympiske sommerlege | Liechtensteins medaljer under de olympiske sommerlege | Liechtensteins medaljer under de olympiske sommerlege | Liechtensteins medaljer under de olympiske sommerlege | Liechtensteins medaljer under de olympiske sommerlege | Liechtensteins medaljer under de olympiske sommerlege |                             | Liechtensteins medaljer under de olympiske vinterlege | Liechtensteins medaljer under de olympiske vinterlege | Liechtensteins medaljer under de olympiske vinterlege | Liechtensteins medaljer under de olympiske vinterlege | Liechtensteins medaljer under de olympiske vinterlege | Liechtensteins medaljer under de olympiske vinterlege |
| Lege                                                  | Guld                                                  | Sølv                                                  | Bronze                                                | Totalt                                                | Rang                                                  | Lege                        | Guld                                                  | Sølv                                                  | Bronze                                                | Totalt                                                | Rang                                                  |                                                       |
| 1936 Berlin                                           | 0                                                     | 0                                                     | 0                                                     | 0                                                     | –                                                     | 1936 Garmisch-Partenkirchen | 0                                                     | 0                                                     | 0                                                     | 0                                                     | –                                                     |                                                       |
| 1948 London                                           | 0                                                     | 0                                                     | 0                                                     | 0                                                     | –                                                     | 1948 St. Moritz             | 0                                                     | 0                                                     | 0                                                     | 0                                                     | –                                                     |                                                       |
| 1952 Helsingfors                                      | 0                                                     | 0                                                     | 0                                                     | 0                                                     | –                                                     | 1952 Oslo                   | Deltog ikke                                           | Deltog ikke                                           | Deltog ikke                                           | Deltog ikke                                           | Deltog ikke                                           |                                                       |
| 1956 Melbourne/Stockholm                              | Deltog ikke                                           | Deltog ikke                                           | Deltog ikke                                           | Deltog ikke                                           | Deltog ikke                                           | 1956 Cortina d'Ampezzo      | 0                                                     | 0                                                     | 0                                                     | 0                                                     | –                                                     |                                                       |
| 1960 Roma                                             | 0                                                     | 0                                                     | 0                                                     | 0                                                     | –                                                     | 1960 Squaw Valley           | 0                                                     | 0                                                     | 0                                                     | 0                                                     | –                                                     |                                                       |
| 1964 Tokyo                                            | 0                                                     | 0                                                     | 0                                                     | 0                                                     | –                                                     | 1964 Innsbruck              | 0                                                     | 0                                                     | 0                                                     | 0                                                     | –                                                     |                                                       |
| 1968 Mexico by                                        | 0                                                     | 0                                                     | 0                                                     | 0                                                     | –                                                     | 1968 Grenoble               | 0                                                     | 0                                                     | 0                                                     | 0                                                     | –                                                     |                                                       |
| 1972 München                                          | 0                                                     | 0                                                     | 0                                                     | 0                                                     | –                                                     | 1972 Sapporo                | 0                                                     | 0                                                     | 0                                                     | 0                                                     | –                                                     |                                                       |
| 1976 Montréal                                         | 0                                                     | 0                                                     | 0                                                     | 0                                                     | –                                                     | 1976 Innsbruck              | 0                                                     | 0                                                     | 2                                                     | 2                                                     | 14                                                    |                                                       |
| 1980 Moskva                                           | Deltog ikke                                           | Deltog ikke                                           | Deltog ikke                                           | Deltog ikke                                           | Deltog ikke                                           | 1980 Lake Placid            | 2                                                     | 2                                                     | 0                                                     | 4                                                     | 6                                                     |                                                       |
| 1984 Los Angeles                                      | 0                                                     | 0                                                     | 0                                                     | 0                                                     | –                                                     | 1984 Sarajevo               | 0                                                     | 0                                                     | 2                                                     | 2                                                     | 16                                                    |                                                       |
| 1988 Seoul                                            | 0                                                     | 0                                                     | 0                                                     | 0                                                     | –                                                     | 1988 Calgary                | 0                                                     | 0                                                     | 1                                                     | 1                                                     | 16                                                    |                                                       |
| 1992 Barcelona                                        | 0                                                     | 0                                                     | 0                                                     | 0                                                     | –                                                     | 1992 Albertville            | 0                                                     | 0                                                     | 0                                                     | 0                                                     | –                                                     |                                                       |
| 1996 Atlanta                                          | 0                                                     | 0                                                     | 0                                                     | 0                                                     | –                                                     | 1994 Lillehammer            | 0                                                     | 0                                                     | 0                                                     | 0                                                     | –                                                     |                                                       |
| 2000 Sydney                                           | 0                                                     | 0                                                     | 0                                                     | 0                                                     | –                                                     | 1998 Nagano                 | 0                                                     | 0                                                     | 0                                                     | 0                                                     | –                                                     |                                                       |
| 2004 Athen                                            | 0                                                     | 0                                                     | 0                                                     | 0                                                     | –                                                     | 2002 Salt Lake City         | 0                                                     | 0                                                     | 0                                                     | 0                                                     | –                                                     |                                                       |
| 2008 Beijing                                          | 0                                                     | 0                                                     | 0                                                     | 0                                                     | –                                                     | 2006 Torino                 | 0                                                     | 0                                                     | 0                                                     | 0                                                     | –                                                     |                                                       |
| 2012 London                                           | 0                                                     | 0                                                     | 0                                                     | 0                                                     | –                                                     | 2010 Vancouver              | 0                                                     | 0                                                     | 0                                                     | 0                                                     | –                                                     |                                                       |
| 2016 Rio de Janeiro                                   | 0                                                     | 0                                                     | 0                                                     | 0                                                     | –                                                     | 2014 Sotji                  | 0                                                     | 0                                                     | 0                                                     | 0                                                     | –                                                     |                                                       |
| 2020 Tokyo                                            |                                                       |                                                       |                                                       |                                                       | –                                                     | 2018 Pyeongchang            | 0                                                     | 0                                                     | 1                                                     | 1                                                     | 28                                                    |                                                       |
| Totalt                                                | 0                                                     | 0                                                     | 0                                                     | 0                                                     |                                                       | Totalt                      | 2                                                     | 2                                                     | 6                                                     | 10                                                    |                                                       |                                                       |